# Zürcher Herbarien

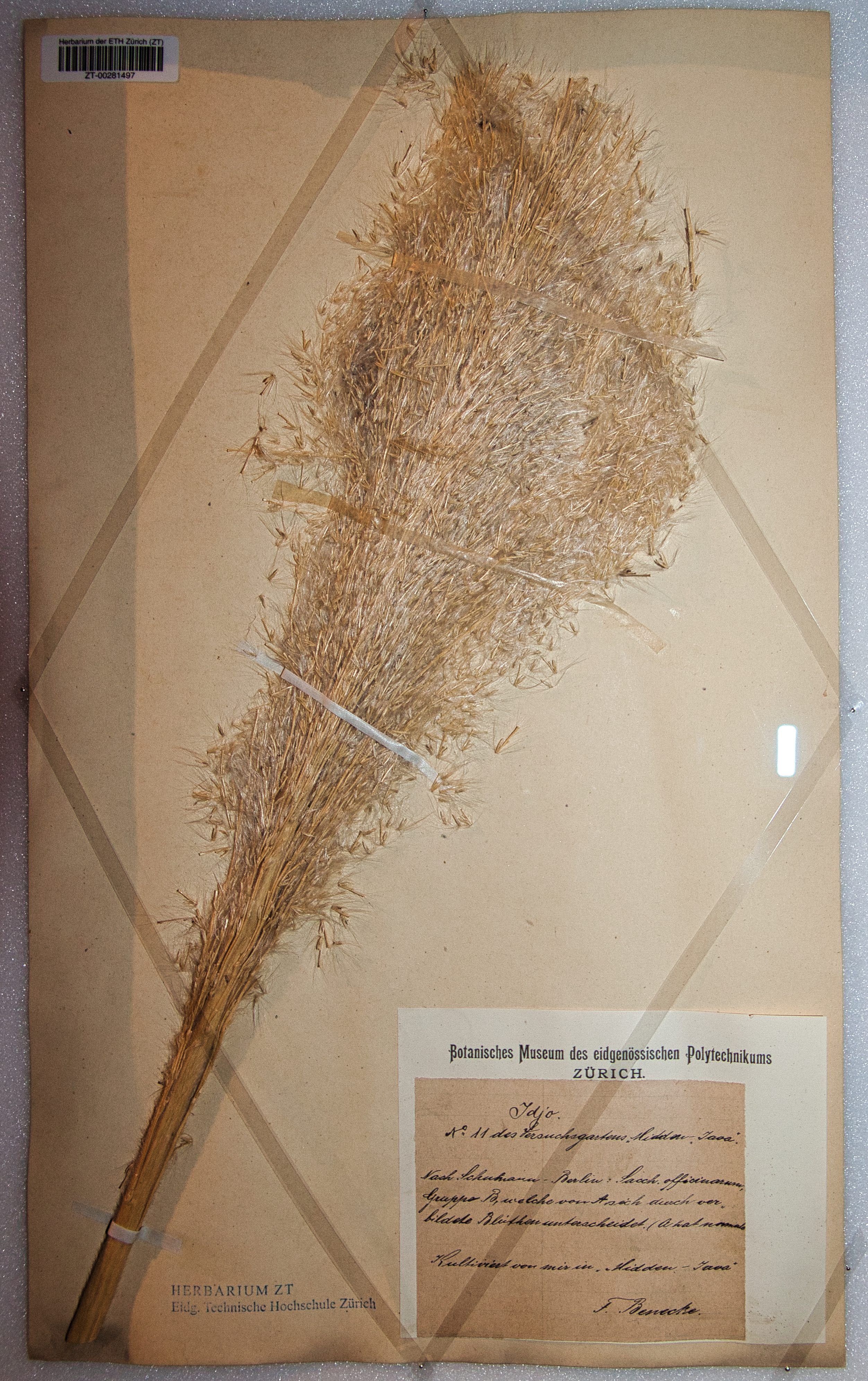
Herbar Saccharum officinarum L. von Franz Benecke

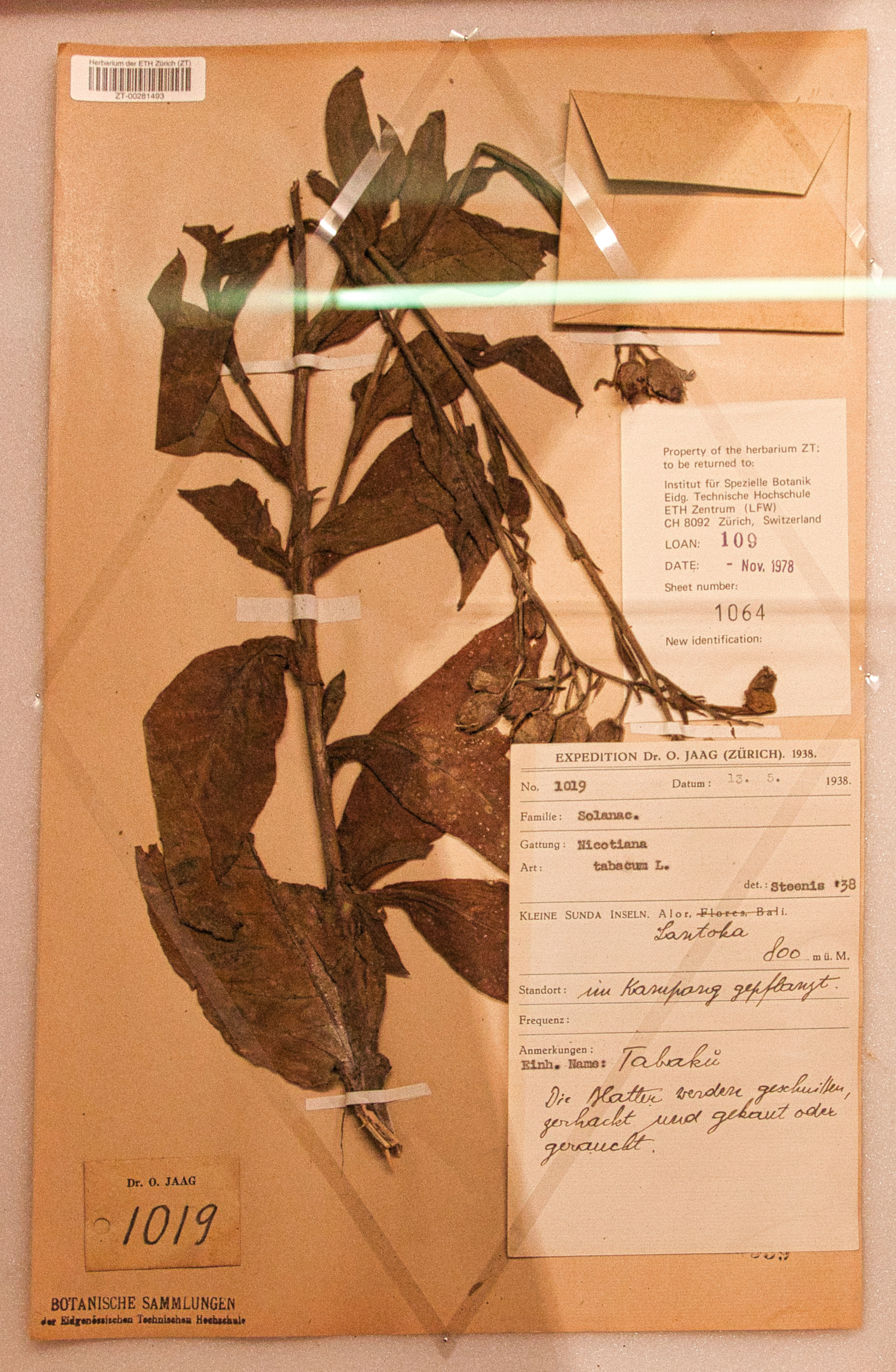
Herbar Nicotiana tabacum L, auf Kleiner Sundainsel, von Otto Jaag

Die Zürcher Herbarien bestehen aus verschiedenen Herbarien, die unter der gemeinsamen Verantwortung der Universität Zürich und der ETH Zürich stehen. Insgesamt umfassen die Zürcher Herbarien 3,8 Millionen Belege, darunter etwa eine Million Pilze. Damit hat Zürich nach Genf die zweitgrösste derartige Sammlung der Schweiz und gehört weltweit zu den 15 grössten.

## Zusammenarbeit
Im Jahr 1990 legten das Herbarium der ETH Zürich (ZT) samt der Mykologische Sammlung und das Herbarium der Universität Zürich (Z) ihre Zusammenarbeit unter der Bezeichnung United Herbaria Zürich Z+ZT (Vereinigte Herbarien Zürich Z+ZT) fest. Die Zürcher Herbarien umfassen die zwei obgenannten Herbarien und das Herbarium der Sukkultensammlung Zürich (ZSS).
Auf der Webseite Zürcher Herbarien stehen verschiedene Zugänge und Filter zu den Sammlungen zur Verfügung:
- Herbarien Z+ZT zu den Bereichen: Algen, Moose, Gefässpflanzen, Pilze, Sammler, Geschichte, Die Datenbank Z+ZT, Ausleihe, Tausch & Besuche, Mitarbeitende
- Herbarium ZSS zu den Bereichen: Geschichte, Die Datenbank ZSS, Ausleihe, Tausch & Besuche, Mitarbeitende
- Belege suchen
- Inventar: listet alle vorhandenen Binome der Gefässpflanzensammlung der Vereinigten Herbarien Z+Zt.
- Neuigkeiten & Veranstaltungen
- Forschung & Projekte
- Was ist ein Herbarium?
- Links

Eine gemeinsame Belegsuche erschliesst die beiden Sammlungen der Vereinigten Herbarien Zürich Z+ZT über den Katalog Tiere, Pflanzen und Biotope bzw. über die übrigen Kataloge. Die Suche nach Belegen im Herbarium der Sukkulenten (SSL) erfolgt über eine eigene Suche. Es gibt aber eine gemeinsame Belegsuche
- Belegsuche in den Herbarien Z+ZT und ZSS (auch auf Englisch)

Der Bestand an Bildern und anderen Dateien sind hingegen über zwei getrennte Zugriffe erschlossen: über e-pics einerseits und über Herbarium der Sukkultenten-Sammlung Zürich (ZSS) andrerseits.

## Bestände
Die Vereinigten Herbarien Zürich Z+ZT zählen gegen 4,2 Millionen Belege von Gefässpflanzen, Moosen, Algen und Pilzen aus allen Regionen der Welt mit geografischen Schwerpunkten der Flora der Schweiz und Mitteleuropas, Neukaledoniens und des südlichen Afrika sowie Pilze Mitteleuropas und der Südhalbkugel. Damit ist diese Sammlung nach eigenen Angaben das fünfzehnt grösste Herbarium der Welt und steht in Europa an elfter und in der Schweiz an zweiter Stelle. Die Zürcher Herbarien Z+ZT+ZSS gliedern sich in drei Herbarien: das Herbarium der Sukkulenten-Sammlung Zürich (ZSS), die Sammlung der Gefässpflanzen, Moose und Algen und die Sammlung der Pilze und Flechten.

### Herbarium der Sukkulenten-Sammlung Zürich (ZSS)

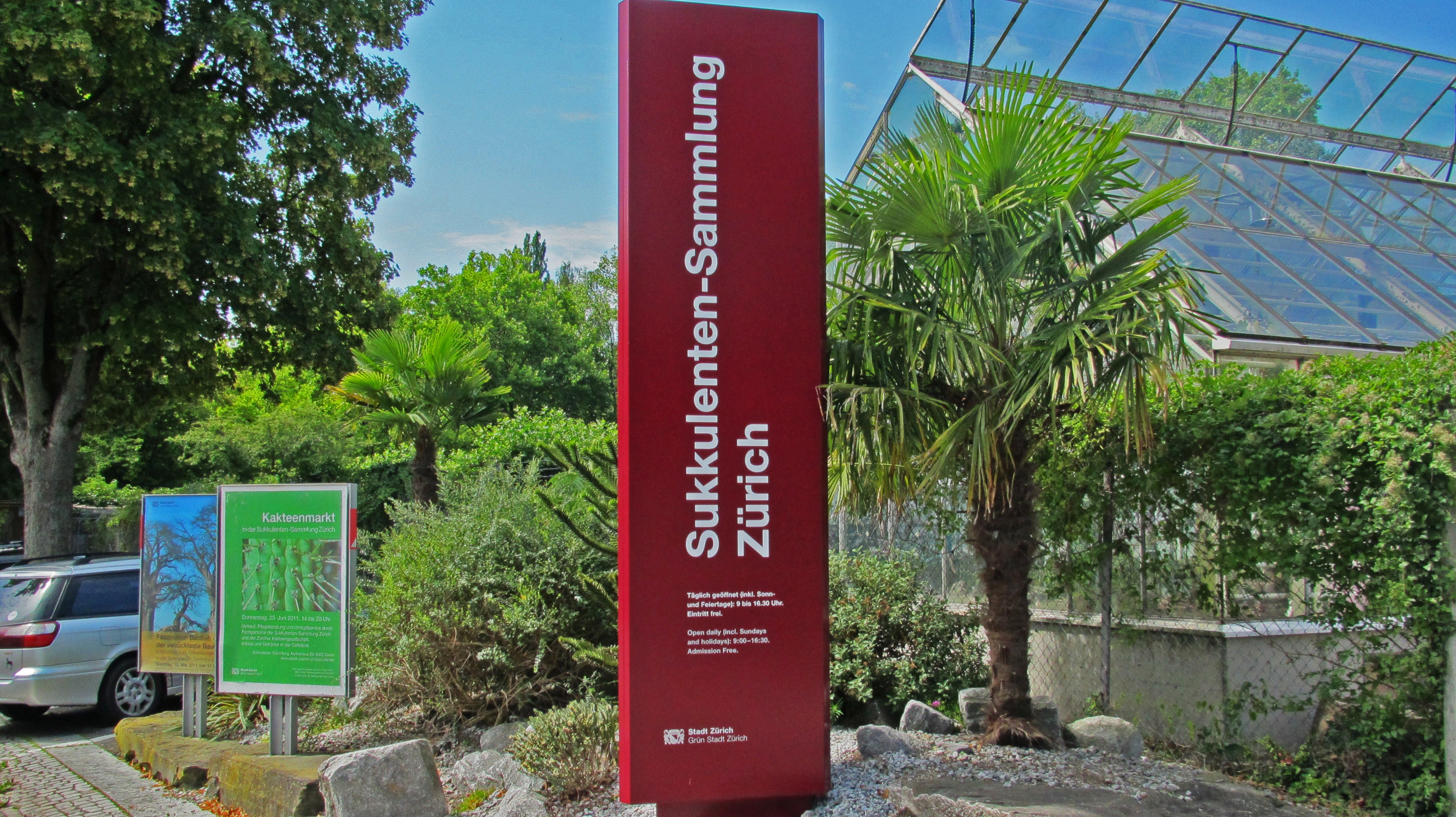
Sukkulenten Sammlung Zürich (ZSS)

Die Sukkulentensammlung Zürich umfasst rund 5'600 Trockenbelege und rund 7'880 Nassbelege. Letzteres sind Pflanzenteile, die in hochprozentigem Alkohol eingelegt und konserviert sind. Ergänzend werden im Herbar auch über 7'700 Samenmuster konserviert. Insgesamt umfasst das Herbar der Sukkulenten-Sammlung über 29'900 Einzelbelege.
Ein grosser Teil der Lebendsammlung ist öffentlich in Gärten und Gewächshäusern zugänglich. Das Herbar der Sukkulenten-Sammlung ist nicht öffentlich zugänglich, es ist der Wissenschaft vorbehalten.
Die Sammlung wasserspeichernder Gewächse, die Sukkulenten-Sammlung Zürich, wurde 1931 gegründet, das Herbar der Sukkulenten-Sammlung in den 1950er Jahren.

### Sammlung der Gefässpflanzen, Moose und Algen

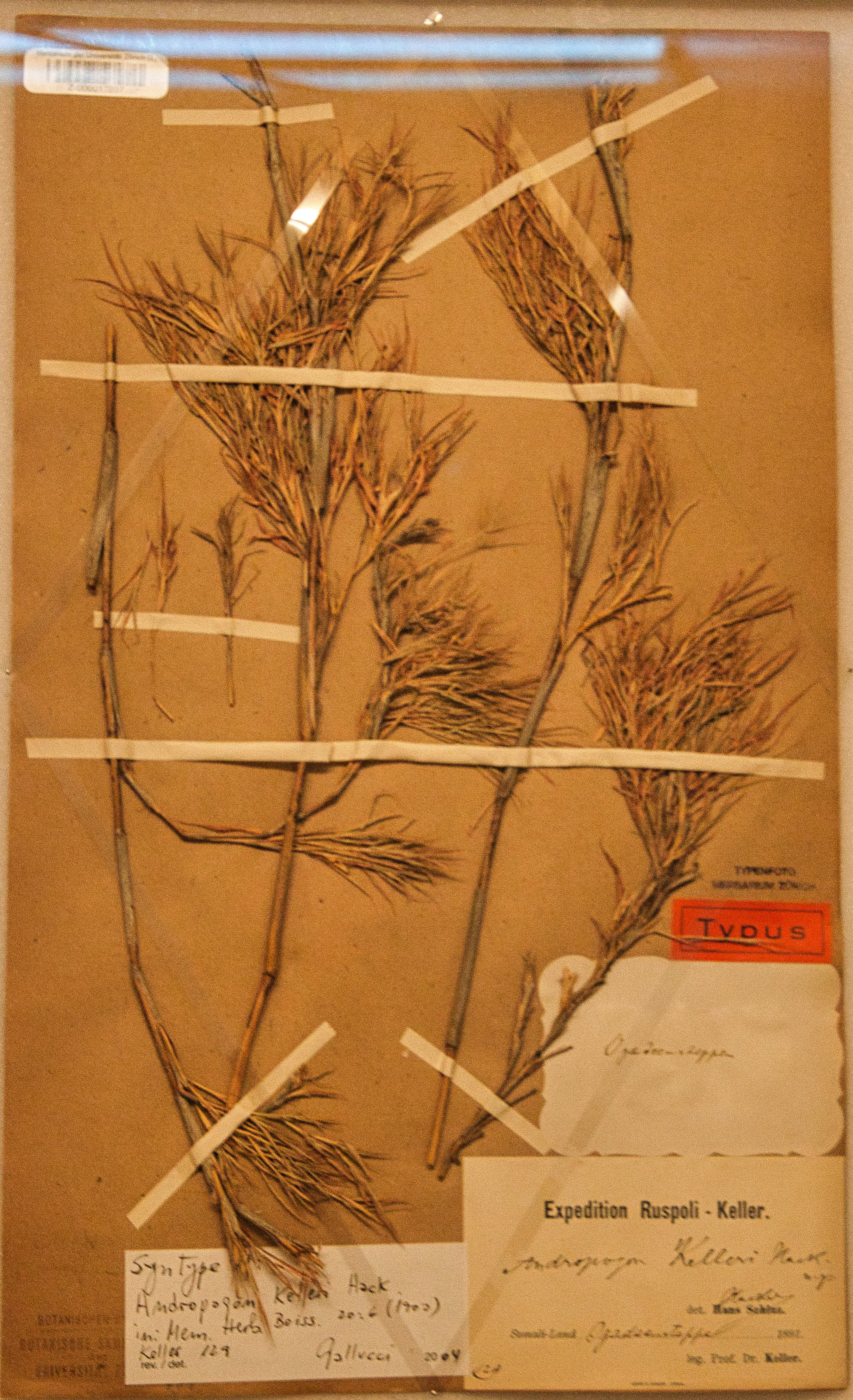
Beleg für die Grasart Andropogon kelleri hack. Das Beispiel zeugt von der kolonialen Geschichte.

Die Sammlung verfügt über rund 2,4 Millionen Belege für Gefässpflanzen, rund 0,4 Millionen für Moose und rund 20'000 für Algen.
Dieses Herbarium stellt eine umfangreiche systematische Sammlung von Trockenmaterial in- und ausländischer Gefässpflanzen, hauptsächlich aus Europa und einigen überseeischen Gebieten, dar. Es umfasst die Bestände der ehemaligen Herbarien Z (Universität) und ZT (ETH Zürich), in das auch das Herbarium des ehemaligen Geobotanischen Instituts Stiftung Rübel überführt worden war, sind in der systematischen Hauptsammlung vermischt abgelegt. Getrennt von der Hauptsammlung wird die grosse Zahl an Typen aufbewahrt. Im Rahmen von Abschlussarbeiten wird das Herbarium regelmässig konsultiert und zur Zertifizierung von botanischen Feldkenntnissen durch die Schweizerische Botanische Gesellschaft in der Lehre eingesetzt. Zudem dient das Herbar der Dokumentation und Aufbewahrung von Forschungsmaterial und Referenzbelegen der beteiligten Institutionen und externer Forscher. Die Belege sind weitgehend digitalisiert. Die Datenbank umfasst 125'000 Einträge und ist unter www.zuerich-herbarien.ethz.ch für jede und jeden zugänglich.

### Sammlung der Pilze und Flechten
Diese Sammlung umfasst rund 1 Million Belege für Pilze, darunter eine sehr hohe Zahl an Typen. Es gibt kein Alkohol- und Gefriertrockungsmaterial. Alle Excikkate sind luft- bzw. hitzetrocken. Nebst der Pilzsammlung gibt es die Sammlung von Flechten, vielfach auf deren Substraten. Wichtigste Gruppe sind die Rostpilze. Hier liegt mit einer hohen Zahl an Typusexemplaren der historische und aktuelle Schwerpunkt der Sammlung.

## Geschichte
Die Herbarien gehen auf den ersten Direktor des Botanischen Museums im Botanischen Garten zurück, auf Oswald Heer. Er hatte seit der Gründung des Polytechnikums im Jahr 1855 eine eigene Sammlung aufgebaut. Diese bildete den Grundstock für das Herbar des Polytechnikums. Bis 1914 wurden die Herbarien der ETH Zürich und der Universität gemeinsam im Botanischen Garten gepflegt. Infolge der Trennung durch den Aussonderungsvertrag kam das ETH-Herbarium 1915 in das Gebäude LFW, wo es bis 1995 blieb. Nach Auflösung des Botanischen Instituts der ETH Zürich war das Herbarium 1980 dem Geobotanischen Institut Stiftung Rübel zugeteilt worden. Seit 1990 ist es Teil der «Vereinigten Zürcher Herbarien» mit Standort am Institut für systematische Botanik der Universität Zürich. Im Lauf des 20. Jahrhunderts wurden Pilze aus systematischer Sicht vom Pflanzenreich abgesondert und nicht mehr wie vormals üblich als Teile von Pflanzenherbarien gesammelt. An der ETH Zürich errichtete man deshalb am Herbarium 1953 eine eigene Kuratorenstelle für die Kryptogamen. Auch das Pilzherbarium wurde nach der Auflösung des Botanischen Instituts 1980 dem Geobotanischen Institut zugeteilt. Die mykologische Sammlung wurde 2005 aus Platzgründen aus dem Herbarium, das im Botanischen Garten untergebracht ist, ausgegliedert und im ETH Zentrum in das Gebäude CHN platziert. Die Pilzsammlung ist dem Institut für Integrative Biologie zugeordnet.

## Koloniale Vergangenheit
Nebst Schweizer Unternehmen (Handelsgesellschaften, Banken, Versicherungen), die direkt oder indirekt am Sklavenhandel beteiligt waren, nutzten viele Forschende aus der Schweiz die Infrastrukturen und asymmetrischen Machtverhältnisse der benachbarten Kolonialmächte, um ihre Forschungskarriere voranzutreiben und Vergleichsmaterial aus aller Welt zu sammeln. Spuren davon finden sich unter anderem in den Sammlungen und Archiven der ETH Zürich. Hier zeugen fotografische Nachlässe individueller Forschungsreisender und botanische, geologische und entomologische Präparate aus kolonialen Kontexten von Schweizer Beteiligung an der kolonialen Wissensproduktion.
Zur Zeit des Hochimperialismus dient die naturwissenschaftliche Erforschung der Kolonien den Kolonialmächten sowohl als Erkenntnisgewinn als auch der Festigung politischer und wirtschaftlicher Interessen.
Das Exponat mit der Bezeichnung «Andropogon kelleri Hack» stellt ein Beispiel eines Herbarbelegs dar. Es handelt sich um eine getrocknete Grasart. Dieser Beleg wurde im Jahr 1891 von ETH-Zoologieprofessor Conrad Keller in Somaliland gesammelt. Zwei Angaben auf den aufgeklebten Etiketten sind aufschlussreich. «Expedition» deutet darauf hin, dass sich Keller von Soldaten beschützen liess, um vor Ort Tiere, Pflanzen und Kulturgegenstände zu sammeln. Bekannt ist, dass Somalier viel Widerstand leisteten, wenn Fremde in ihr Gebiet eindrangen. Zum anderen dient dieser Herbarbeleg bis heute als Referenz für die eindeutige Identifikation und Klassifikation dieser Grasart. Sie trägt Kellers Namen. Die Klassifikation von damals wirkt bis heute.

Oswald Heer, (1809–1883)
Conrad Keller 1870 als 22-jähriger Lehrer
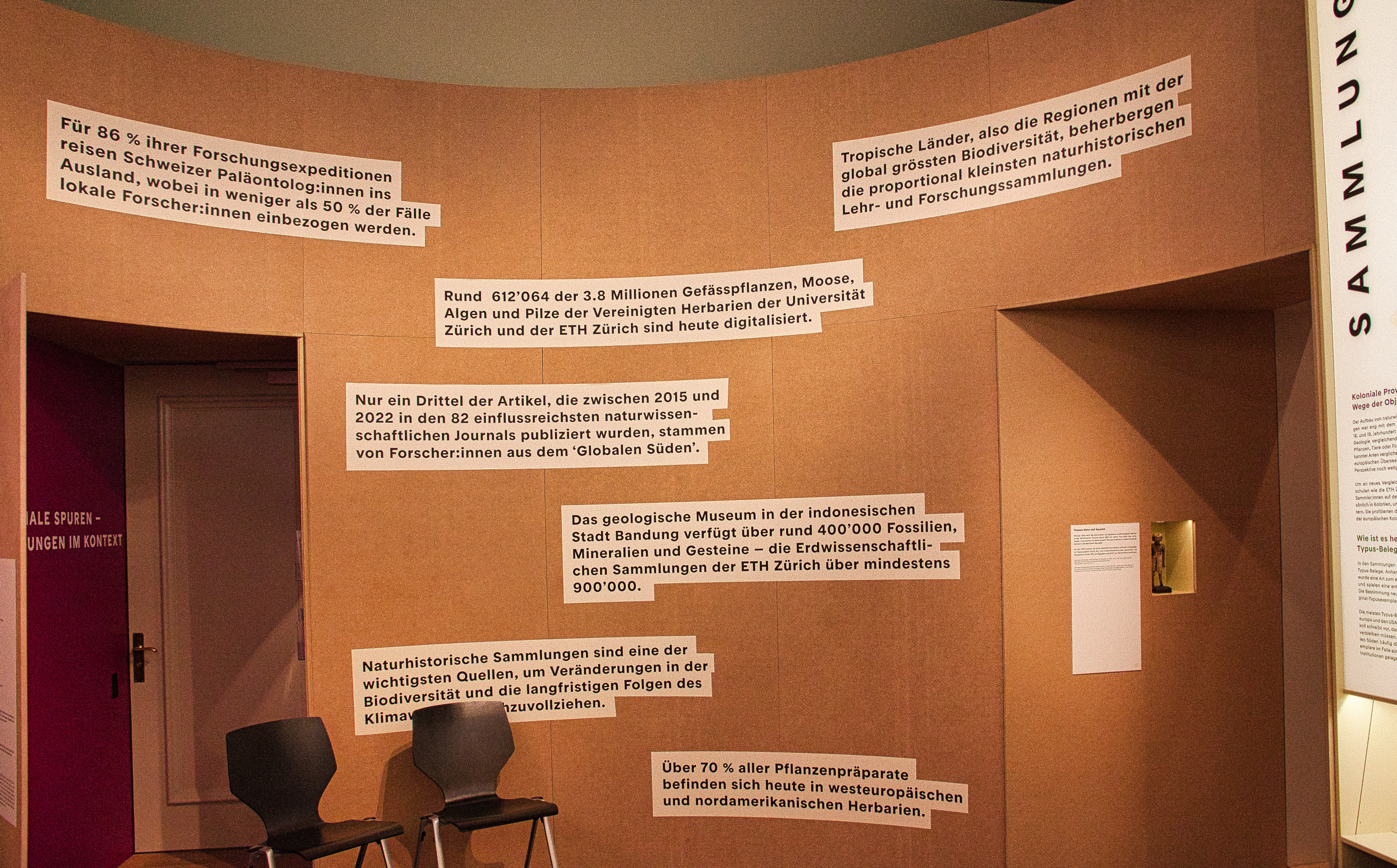
Statements in der Extract-Ausstellung Koloniale Spuren - Sammlungen im Kontext der ETHZ

Um die eigene koloniale Vergangenheit aufzuarbeiten, erarbeitete die ETH Zürich in Zusammenarbeit mit den über 20 spezialisierten Sammlungen und Archiven in den Departementen und in der ETH-Bibliothek einen Leitfaden. Dieser umschreibt, wie Objekte mit kolonialer Vergangenheit zu erschliessen, zu präsentieren und allenfalls sogar zu restituieren sind. Seit rund 20 Jahren ist die Digitalisierung von Museums- und Sammlungsobjekten sowie von Herbarbelegen in Gang. Dadurch soll der Zugang global ermöglicht werden, was zur Dekolonisierung der Sammlungen beiträgt. So können sich Forschende aus allen Erteilen aufgrund der digital angebotenen Daten ein Bild z. B. eines Herbarbelegs machen, digitalisierte Herbarbelege in ihre Forschungsarbeit einbeziehen und auch für die Lehre nutzen. Zudem organisierte die ETH im Rahmen ihrer Extract-Reihe eine Ausstellung zum Thema Colonial Traces - Collections in Context. Die Ausstellung zeigt koloniale Spuren in ihren Beständen auf und sensibilisiert für offensichtliche oder unterschwellige Spuren von Rassismus, Sexismus, Diskriminierung und Stereotypen.